# フリッツ・シュトルテンベルク
フリッツ・シュトルテンベルク（Fritz Stoltenberg、1855年4月7日 - 1921年11月13日)はドイツの画家である。海洋画、風景画を得意とした。

## 略歴
キールで、船乗りの息子に生まれた。ヴァイマルのザクセン＝ヴァイマル＝アイゼナハ大公国の美術学校（Großherzoglich-Sächsische Kunstschule Weimar）、ミュンヘン美術院で学んだ。1882年には、南デンマークのイーヤンソン教区（Egernsund Sogn）に作られた「Künstlerkolonie Ekensund」（エーケンズント芸術家村)で活動し、また、デンマーク最北端の漁村スケーエン(Skagen)にしばしば旅し、「スケーエン派」の画家の人々と交流した。
1889年に裕福なハンブルクの女性と結婚し、生活の心配が無くなり、故郷のキールに住み、ベルギーやオランダなどヨーロッパ各地を旅し、アルジェリアも訪れた。
「外光派」で印象派の影響もうけて。海洋画、港の風景や風景画を描いた。1914年に引退し、シェーンベルクに移り、1921年にシェーンベルクで没した。シュトルテンベルクの作品はキール美術館、スケーエン美術館に収められている。

## 作品

### 海洋画、船舶の絵画

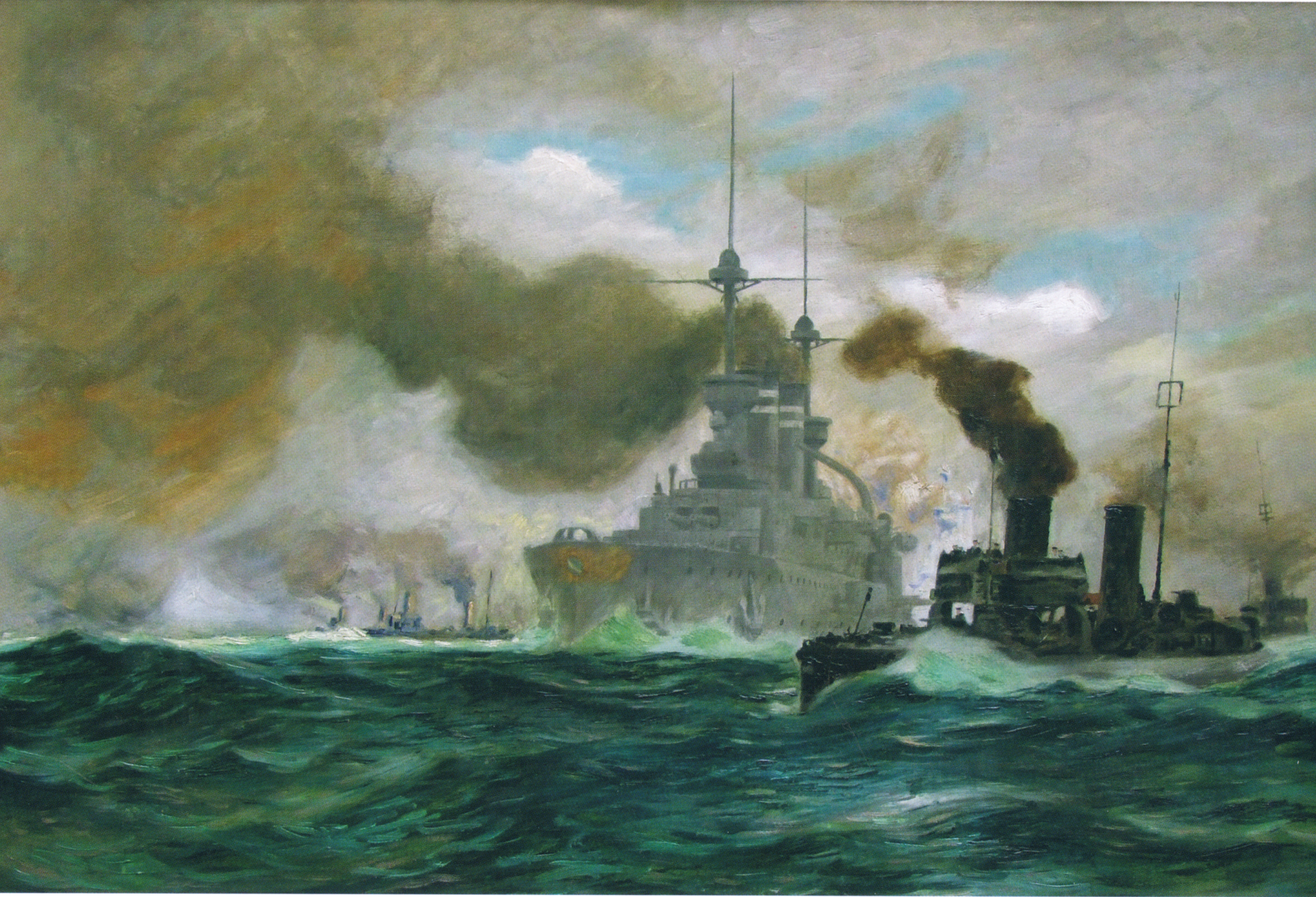
ヴィッテルスバッハ級戦艦、ツェーリンゲン
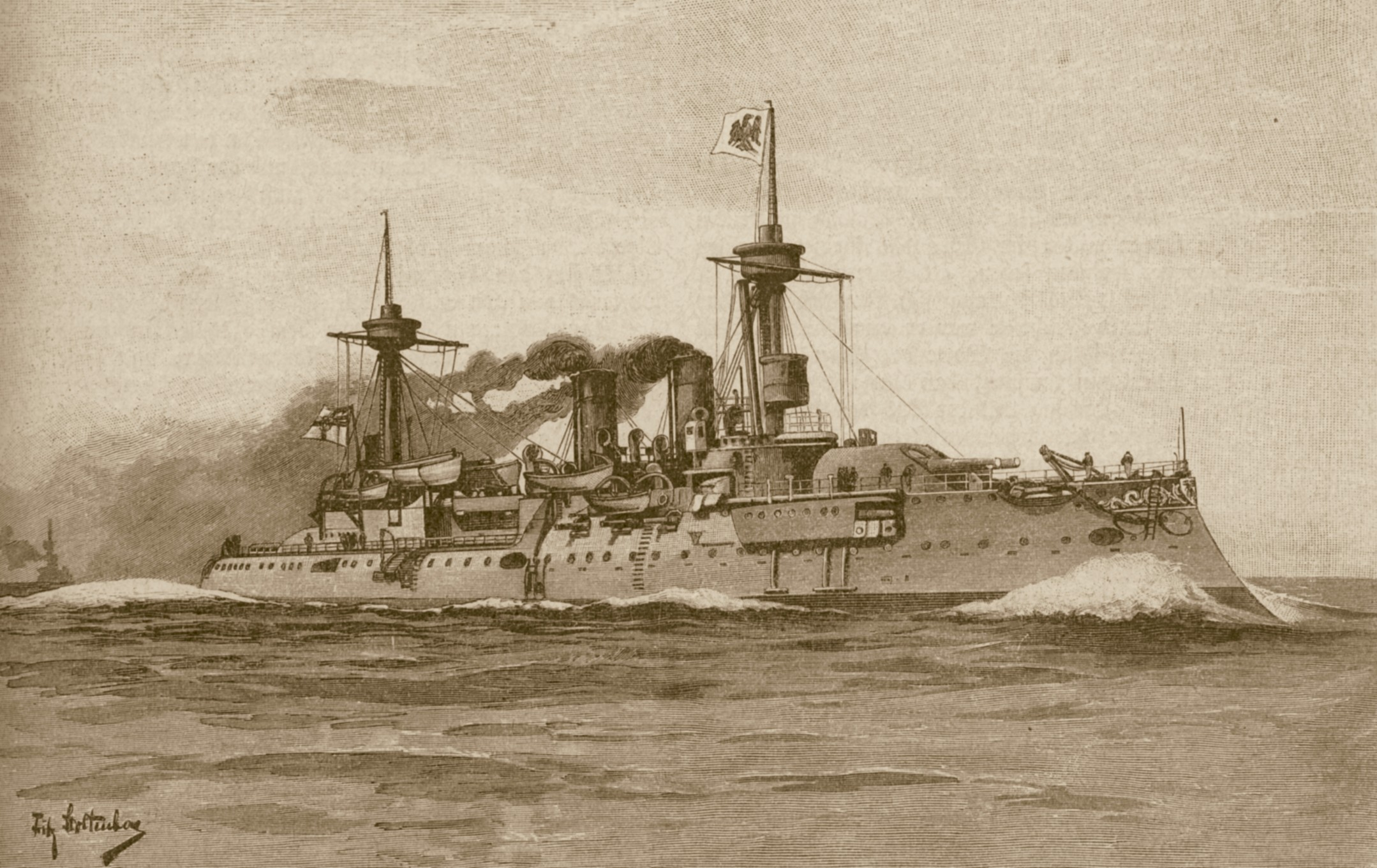
戦艦ブランデンブルク
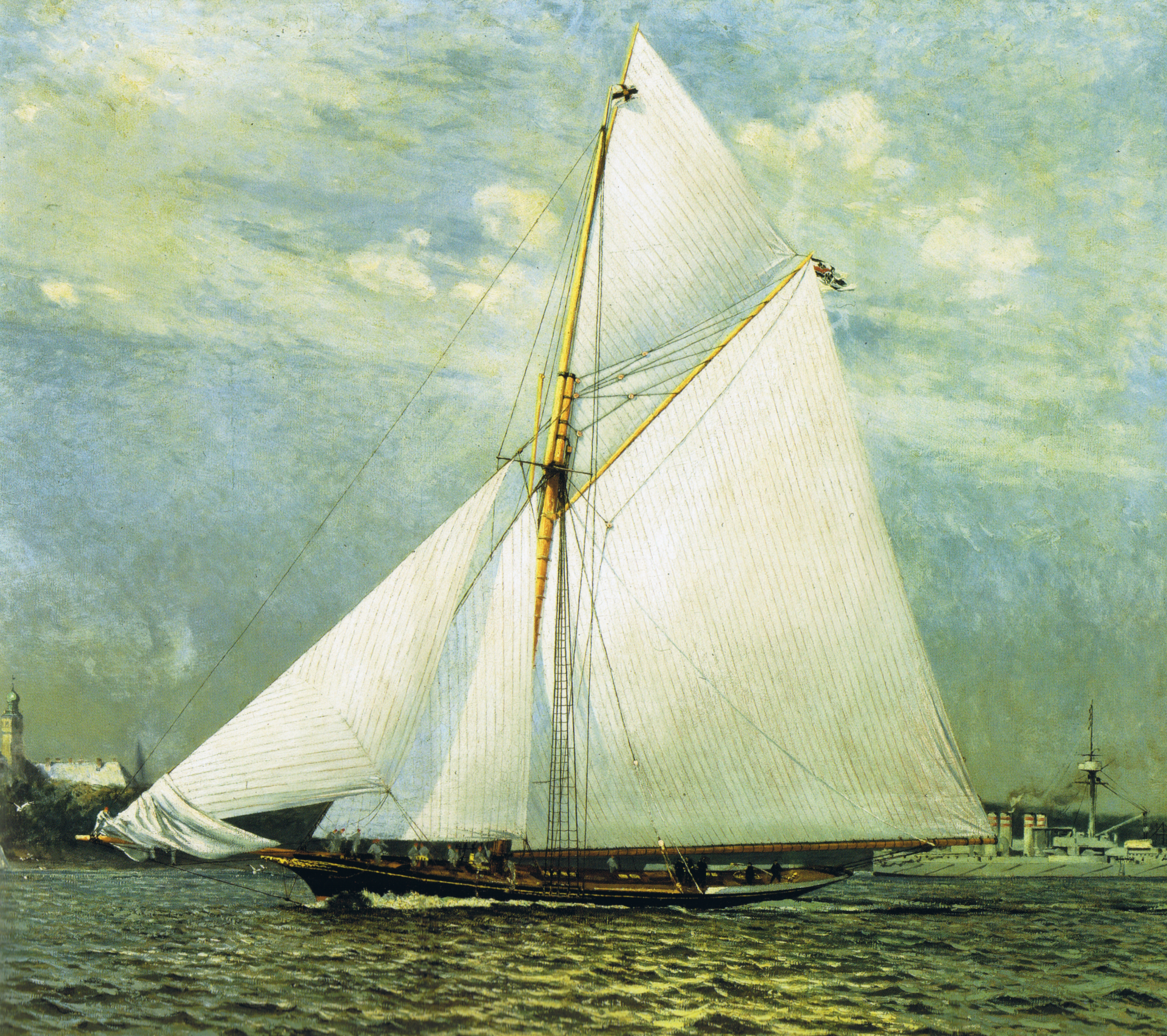
Die Meteor
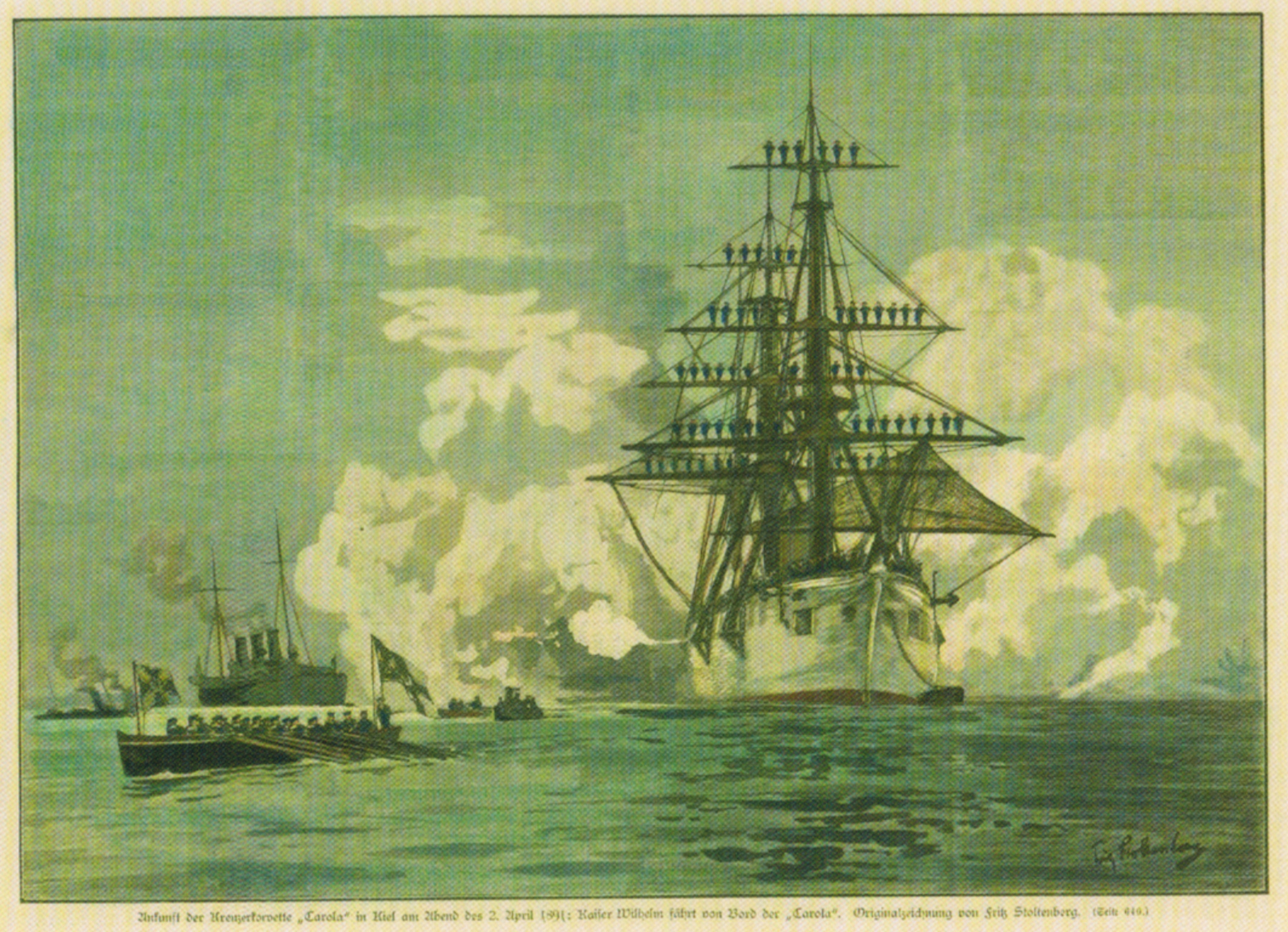
SMS Carola

### 風景画

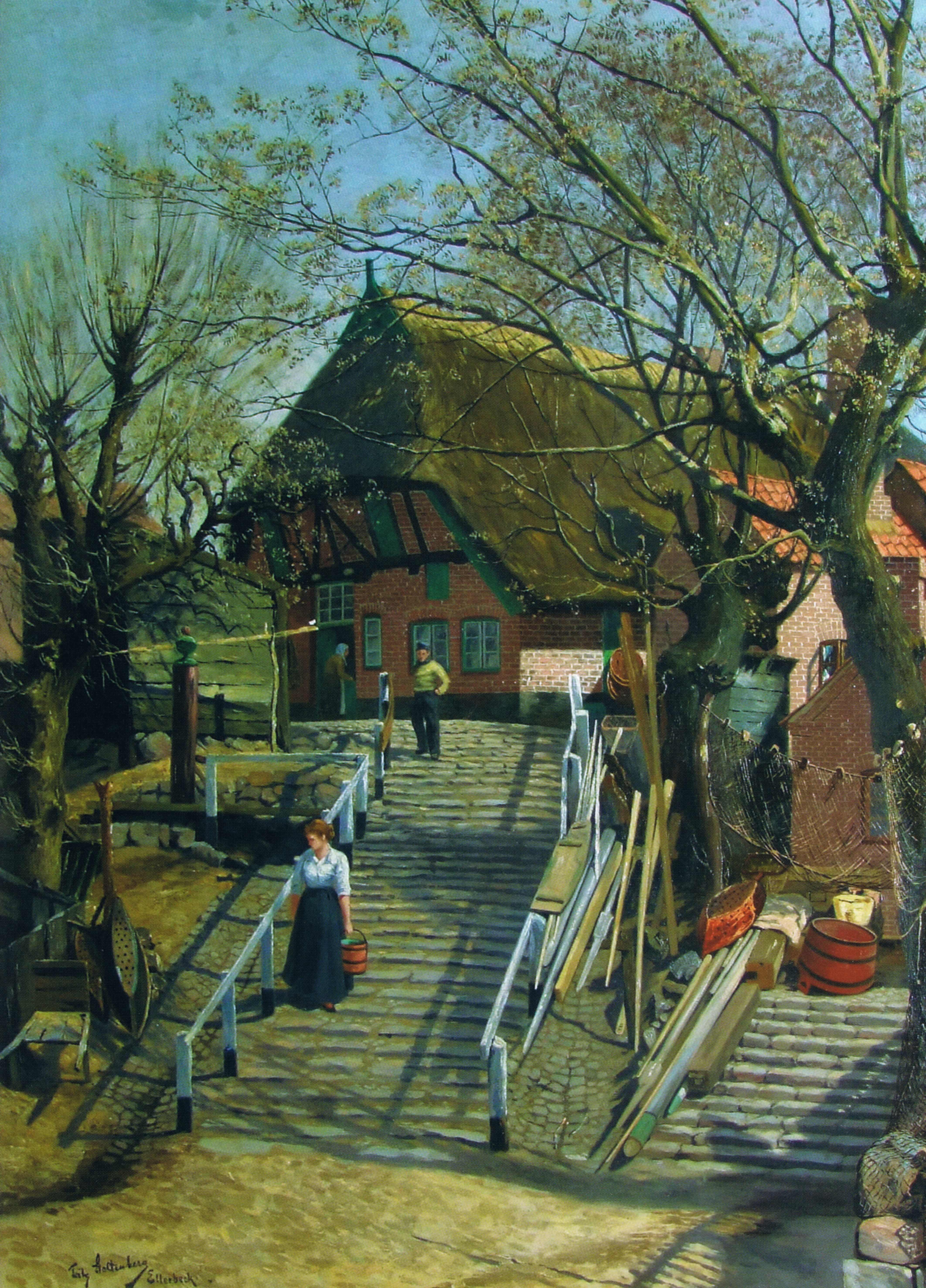
Hintzenberg
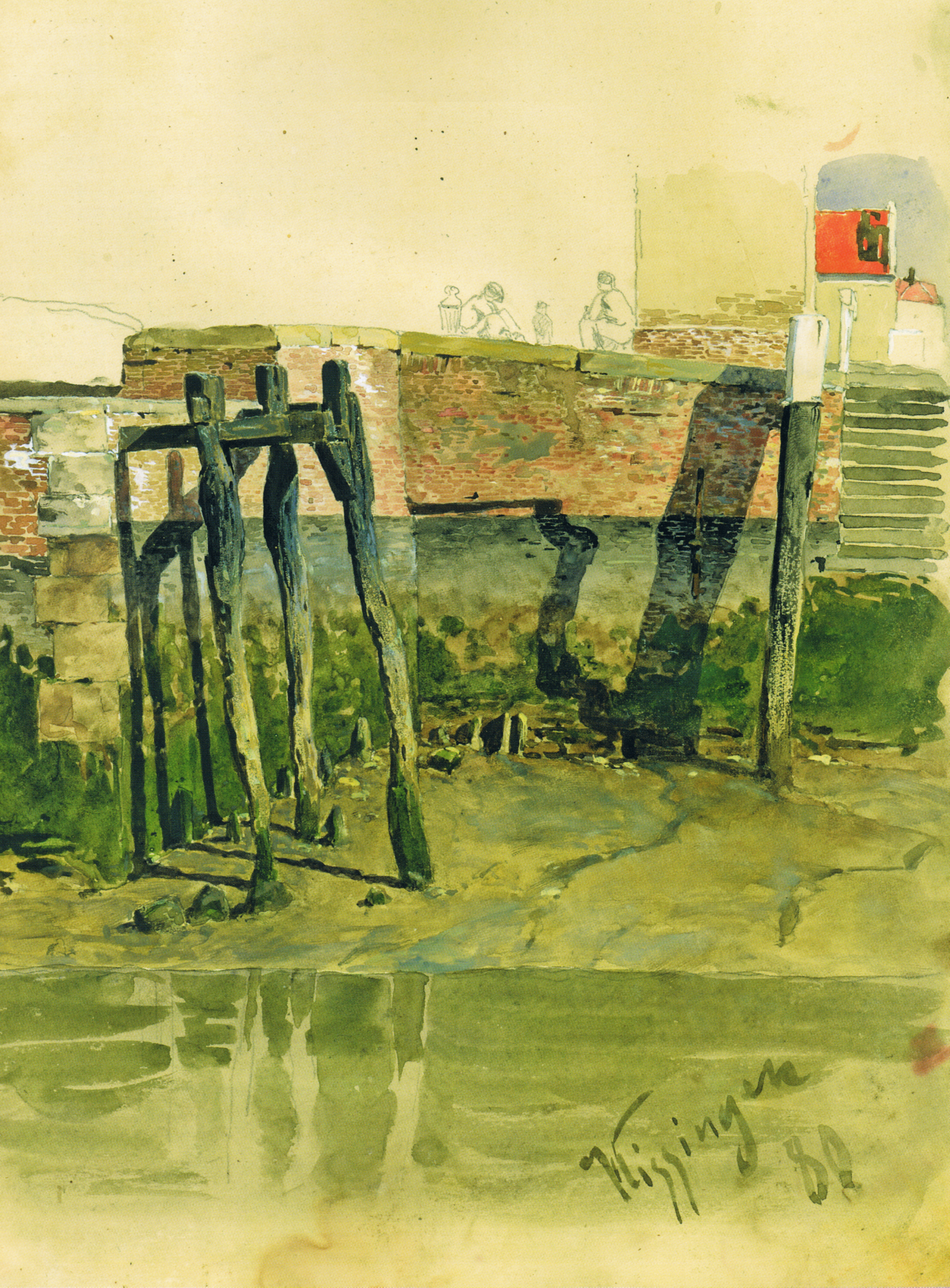
Vlissingen, Hafenufer
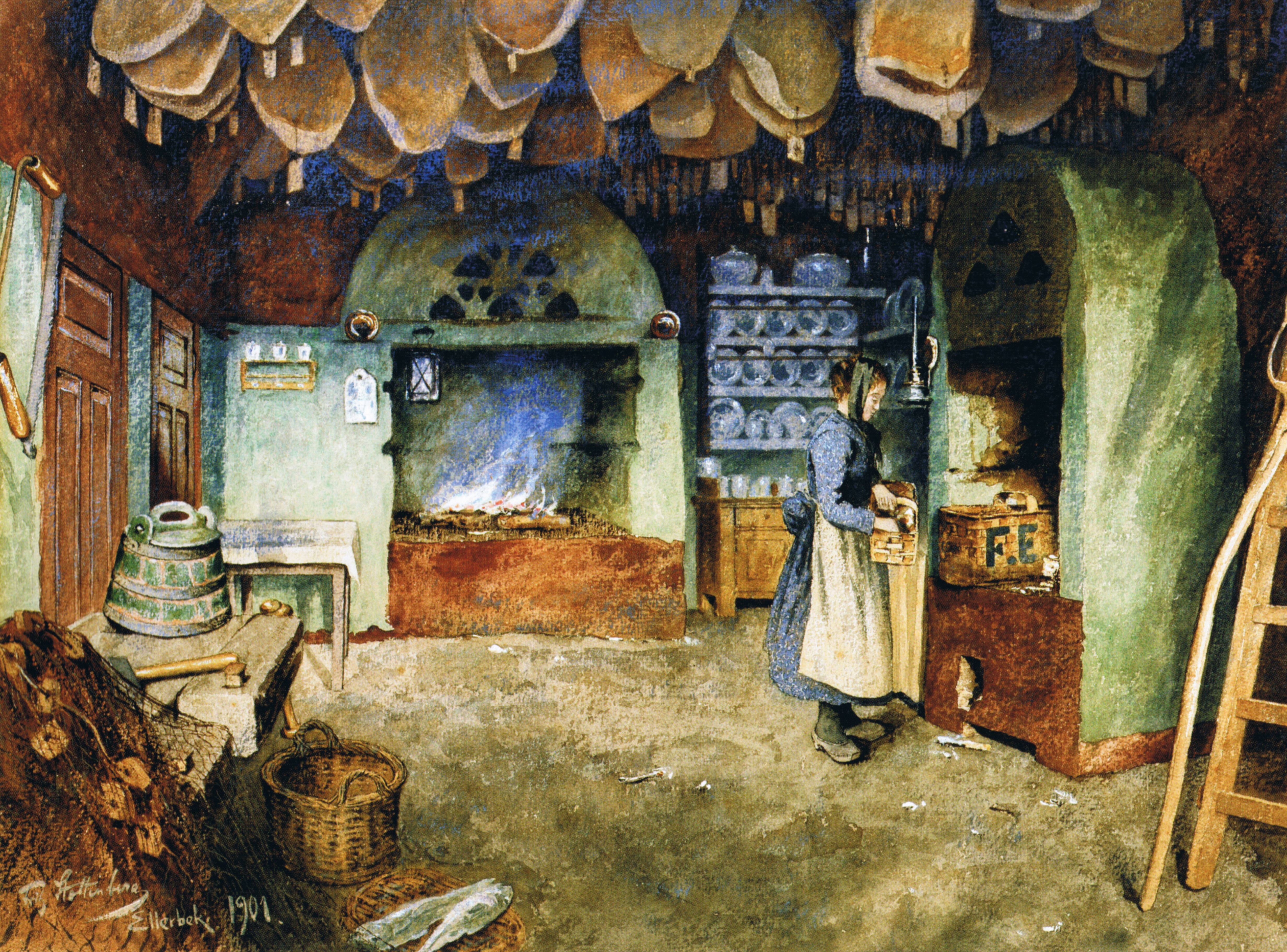
Ellerbek, Kate
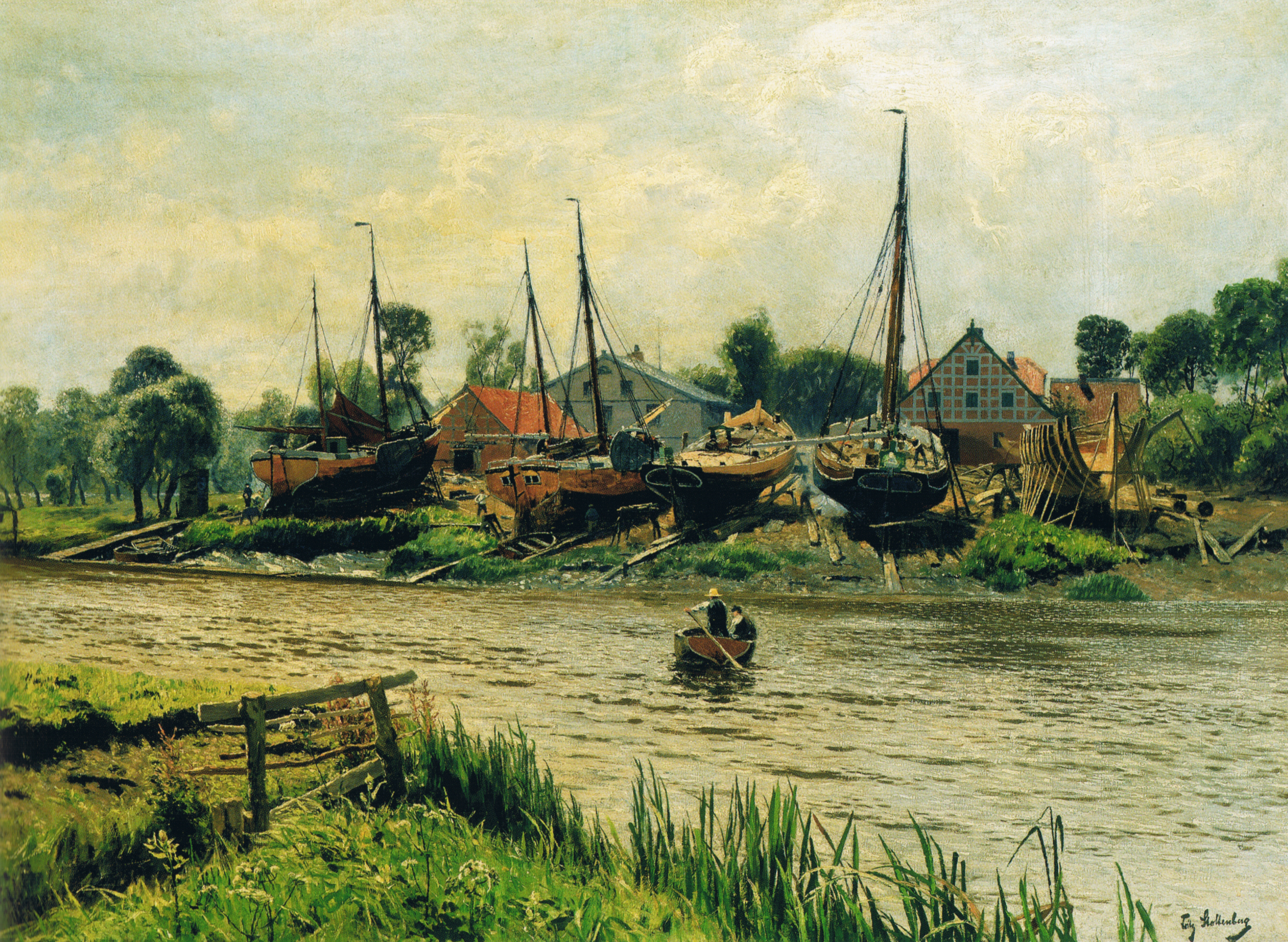
Schiffswerft